# Gustav Münch

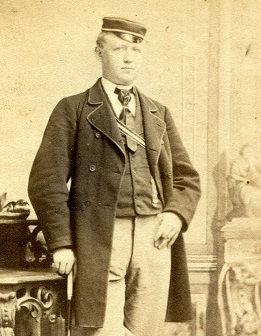
Gustav Münch

Gustav Münch (* 9. August 1843 in Hof Traisfurt, Amt Runkel; † 1. Februar 1910 in Gießen) war ein deutscher Ingenieur und Reichstagsabgeordneter.

## Leben
Münch besuchte das Realgymnasium Wiesbaden. Er begann nach dem Abitur am Polytechnikum Karlsruhe Ingenieurwissenschaften zu studieren und wurde Mitglied des Corps Saxonia Karlsruhe. Er wechselte an die Ludwig-Maximilians-Universität München. Er war als Ingenieur bei der Erstellung verschiedener Eisenbahnen und 1874–1879 beim Bau des Marinestützpunkts Kiel tätig. Weiter war er Gemeindevertreter der Gemeinde Gaarden und Vorsitzender der Baukommission und Mitglied der Schulkommission von 1875 bis 1879. Außerdem war er Ausschussmitglied des Vereins für Schulreform, Mitglied des Vereins für Hebung der Fluss- und Kanalschifffahrt und Mitglied des Handwerkervereins in Frankfurt (Oder).
Von 1881 bis 1893 war er Mitglied des Deutschen Reichstags für den Wahlkreis Regierungsbezirk Wiesbaden 4 (Limburg, Oberlahnkreis, Unterlahnkreis) und erst für die Deutsche Fortschrittspartei, später für die Deutsche Freisinnige Partei. Weiter war er Mitglied des Preußischen Abgeordnetenhauses von 1882 bis zu seinem Tode nacheinander für drei Wahlkreise im Regierungsbezirk Wiesbaden.